# ایران فردا
ایران فردا نشریه‌ای نزدیک به جریان ملی مذهبی و روشنفکری دینی بود که از خرداد ۱۳۷۱ به مدیرمسئولی مهندس عزت‌الله سحابی و سردبیری رضا علیجانی منتشر می‌شد. این نشریه ابتدا به صورت دوماهنامه، سپس ماهنامه و آنگاه هفته‌نامه منتشر می‌شد، از مهمترین نشریات جریان روشنفکری دینی و البته منتقد حکومت در دوران پیش از دوم خرداد بود و در جریان توقیف فله‌ای مطبوعات در اردیبهشت ۱۳۷۹ تعطیل شد.
مجموعه سرمقاله‌های مهندس سحابی در ایران فردا در کتابی با عنوان «سرمقاله‌هایی برای ایران فردا» توسط انتشارات قلم منتشر شده که تا سال ۱۳۸۵ به چاپ ششم رسید.
حسن یوسفی اشکوری، تقی رحمانی، محمد ملکی، هدی صابر و مجید شریف از شناخته‌شده‌ترین نویسندگان مجله ایران فردا بودند.

## انتشار مجدد پس از ۱۴ سال
مجله ایران فردا، در تاریخ دهم خرداد ۹۳ پس از گذشت ۱۴ سال توقیف، بار دیگر انتشار خود را از سرگرفت.
مطابق قانون مطبوعات ایران، امتیاز نشریه ایران فردا پس از فوت مهندس سحابی به خانواده او رسیده‌است و این مجله پس از ۱۴ سال و پایان یافتن دوره محکومیت، در سالگرد درگذشت مدیرش انتشار خود را از سرگرفته‌است. برخی از نویسندگان این نشریه طی ۱۴ سالی که این مجله توقیف بود و منتشر نمی‌شد، درگذشته‌اند و برخی از ایران مهاجرت کرده‌اند. برخی هم همچون سعید مدنی، علیرضا رجایی و احمد زیدآبادی مدتی طولانی را در زندان گذراندند.
مجله ایران فردا منعکس‌کنندهٔ آرای چپ اسلامی است و تریبون قدرتمندی برای این جریان شد.
در حال حاضر این نشریه در قالب ماهنامه منتشر و کیوان صمیمی سردبیری این نشریه را برعهده دارد.